# Domèvre-sous-Montfort
Pour les articles homonymes, voir Domèvre.
Domèvre-sous-Montfort est une commune française située dans le département des Vosges en région Grand Est.

## Géographie

### Localisation

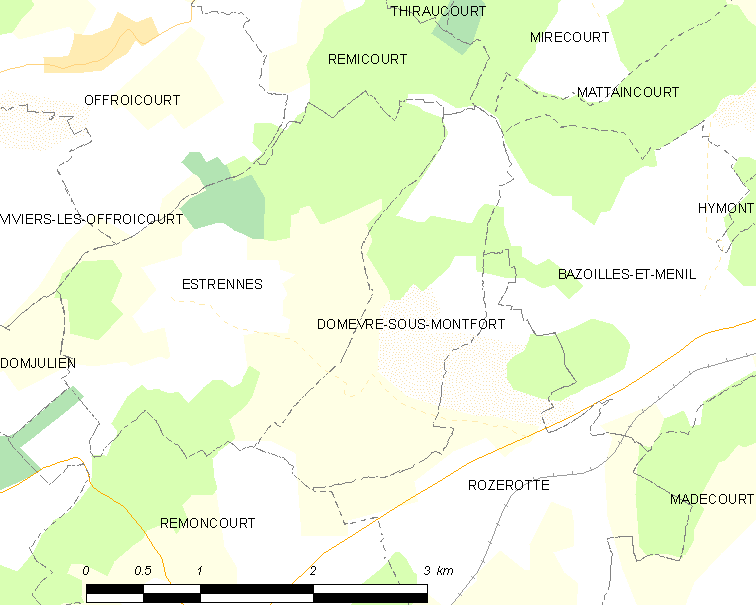
Situation géographique de Domèvre-sous-Montfort.

| Remicourt  | Mirecourt             | Mattaincourt       |
| Estrennes  | Domèvre-sous-Montfort | Bazoilles-et-Ménil |
| Remoncourt |                       | Rozerotte          |

### Sismicité
Commune située dans une zone 2 de sismicité faible.

### Hydrographie et les eaux souterraines
Hydrogéologie et climatologie : Système d’information pour la gestion des eaux souterraines du bassin Rhin-Meuse :
Territoire communal : Occupation du sol (Corinne Land Cover); Cours d'eau (BD Carthage),
Géologie : Carte géologique; Coupes géologiques et techniques,
 Hydrogéologie : Masses d'eau souterraine; BD Lisa; Cartes piézométriques.

#### Réseau hydrographique
La commune est située dans le bassin versant du Rhin au sein du bassin Rhin-Meuse. Elle est drainée par le ruisseau du Potcuit, le ruisseau de Bazoilles et le ruisseau de la Fontaine Flippe,.

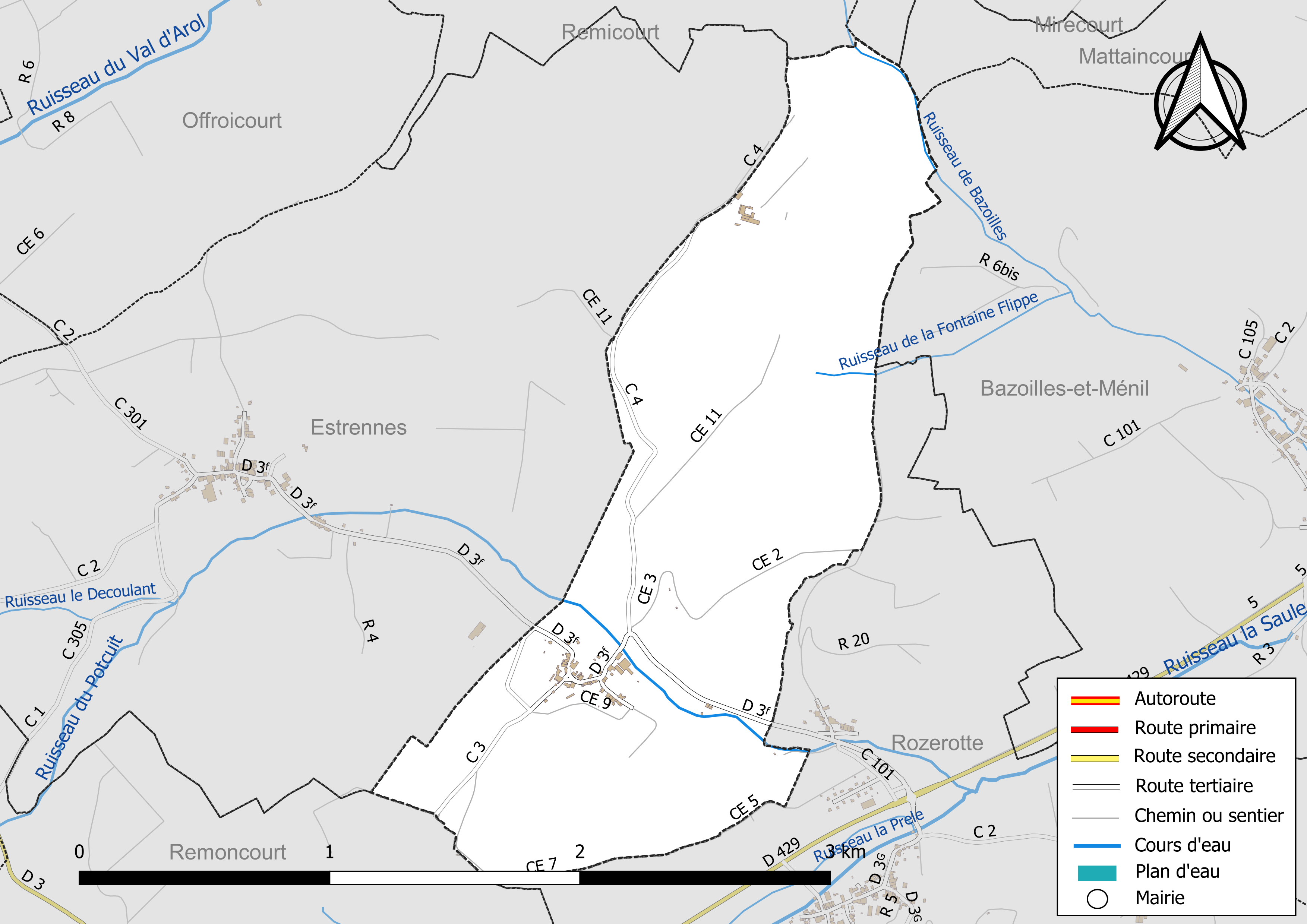
Réseaux hydrographique et routier de Domèvre-sous-Montfort.

#### Gestion et qualité des eaux
Le territoire communal est couvert par le schéma d'aménagement et de gestion des eaux (SAGE) « Nappe des Grès du Trias Inférieur ». Ce document de planification, dont le territoire comprend le périmètre de la zone de répartition des eaux de la nappe des Grès du trias inférieur (GTI), d'une superficie de 1 497 km2,  est en cours d'élaboration. L’objectif poursuivi est de stabiliser les niveaux piézométriques de la nappe des GTI et atteindre l'équilibre entre les prélèvements et la capacité de recharge de la nappe. Il doit être cohérent avec les objectifs de qualité définis dans les SDAGE Rhin-Meuse et Rhône-Méditerranée. La structure porteuse de l'élaboration et de la mise en œuvre est le conseil départemental des Vosges.
La qualité des eaux de baignade et des cours d’eau peut être consultée sur un site dédié géré par les agences de l’eau et l’Agence française pour la biodiversité. 

### Climat
Pour des articles plus généraux, voir Climat du Grand Est et Climat des Vosges.
En 2010, le climat de la commune est de type climat des marges montargnardes, selon une étude du Centre national de la recherche scientifique s'appuyant sur une série de données couvrant la période 1971-2000. En 2020, Météo-France publie une typologie des climats de la France métropolitaine dans laquelle la commune est dans une zone de transition entre le climat océanique altéré et le climat océanique altéré et est dans la région climatique  Lorraine, plateau de Langres, Morvan, caractérisée par un hiver rude (1,5 °C), des vents modérés et des brouillards fréquents en automne et hiver. 
Pour la période 1971-2000, la température annuelle moyenne est de 9,6 °C, avec une amplitude thermique annuelle de 16,9 °C. Le cumul annuel moyen de précipitations est de 919 mm, avec 12,9 jours de précipitations en janvier et 9,6 jours en juillet. Pour la période 1991-2020, la température moyenne annuelle observée sur la station météorologique de Météo-France la plus proche, « Mirecourt-inra », sur la commune de Mirecourt à 7 km à vol d'oiseau, est de 10,4 °C et le cumul annuel moyen de précipitations est de 824,3 mm. 
La température maximale relevée sur cette station est de 39,5 °C, atteinte le 25 juillet 2019 ; la température minimale est de −19,5 °C, atteinte le 20 décembre 2009,,. 
Les paramètres climatiques de la commune ont été estimés pour le milieu du siècle (2041-2070) selon différents scénarios d'émission de gaz à effet de serre à partir des nouvelles projections climatiques de référence DRIAS-2020. Ils sont consultables sur un site dédié publié par Météo-France en novembre 2022.

## Urbanisme

### Typologie
Au 1er janvier 2024, Domèvre-sous-Montfort est catégorisée commune rurale à habitat dispersé, selon la nouvelle grille communale de densité à sept niveaux définie par l'Insee en 2022.
Elle est située hors unité urbaine. Par ailleurs la commune fait partie de l'aire d'attraction de Vittel - Contrexéville, dont elle est une commune de la couronne,. Cette aire, qui regroupe 72 communes, est catégorisée dans les aires de moins de 50 000 habitants,.

### Occupation des sols
L'occupation des sols de la commune, telle qu'elle ressort de la base de données européenne d’occupation biophysique des sols Corine Land Cover (CLC), est marquée par l'importance des territoires agricoles (82,3 % en 2018), une proportion identique à celle de 1990 (82,3 %). La répartition détaillée en 2018 est la suivante : 
zones agricoles hétérogènes (44,3 %), terres arables (37,2 %), forêts (17,7 %), prairies (0,8 %). L'évolution de l’occupation des sols de la commune et de ses infrastructures peut être observée sur les différentes représentations cartographiques du territoire : la carte de Cassini (XVIIIe siècle), la carte d'état-major (1820-1866) et les cartes ou photos aériennes de l'IGN pour la période actuelle (1950 à aujourd'hui).

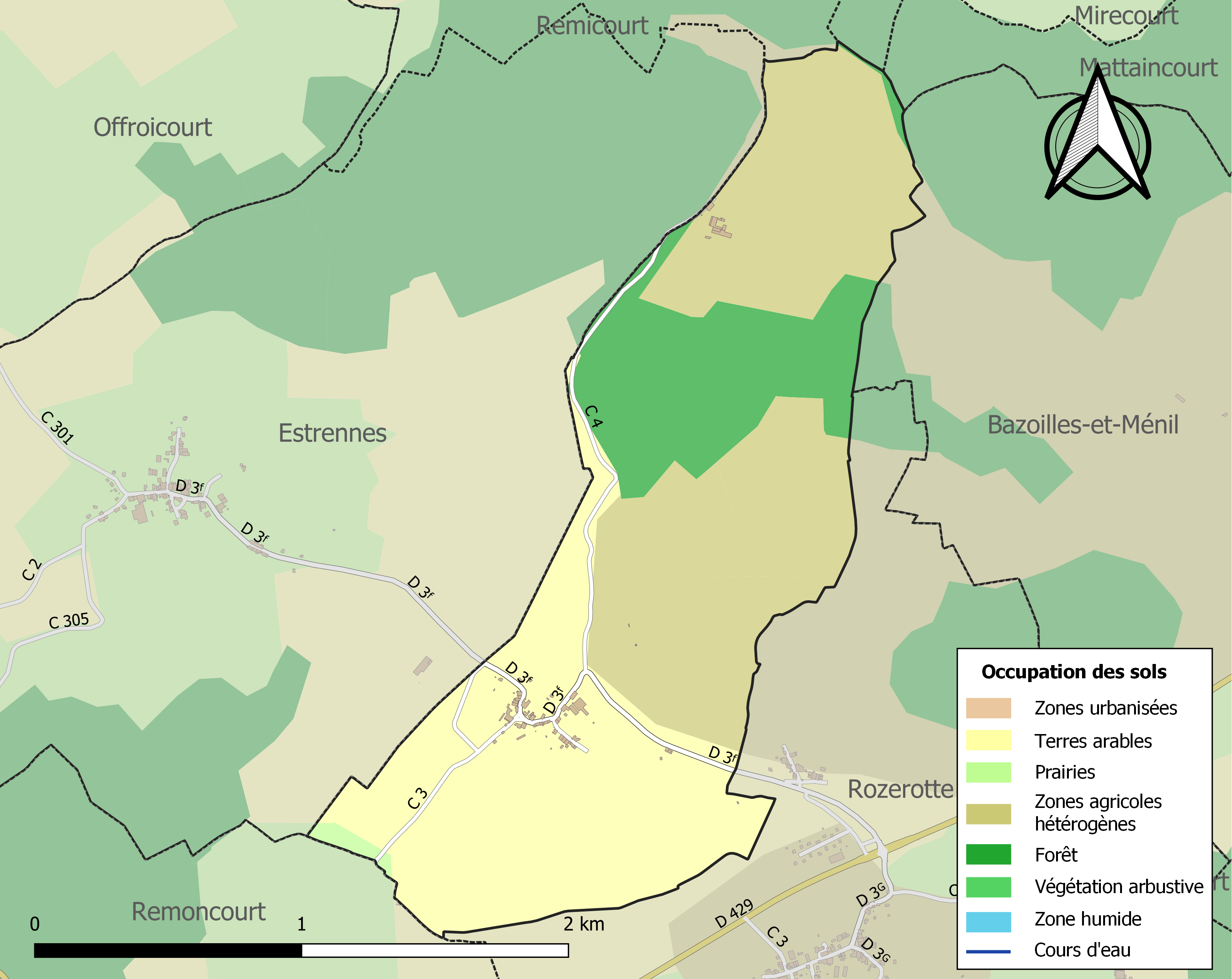
Carte des infrastructures et de l'occupation des sols de la commune en 2018 (CLC).

### Voies de communications et transports

#### Voies routières
- Autoroute A31 (aussi appelée autoroute de Lorraine-Bourgogne) : Échangeurs : Châtenois, Bulgnéville.

#### Transports en commun

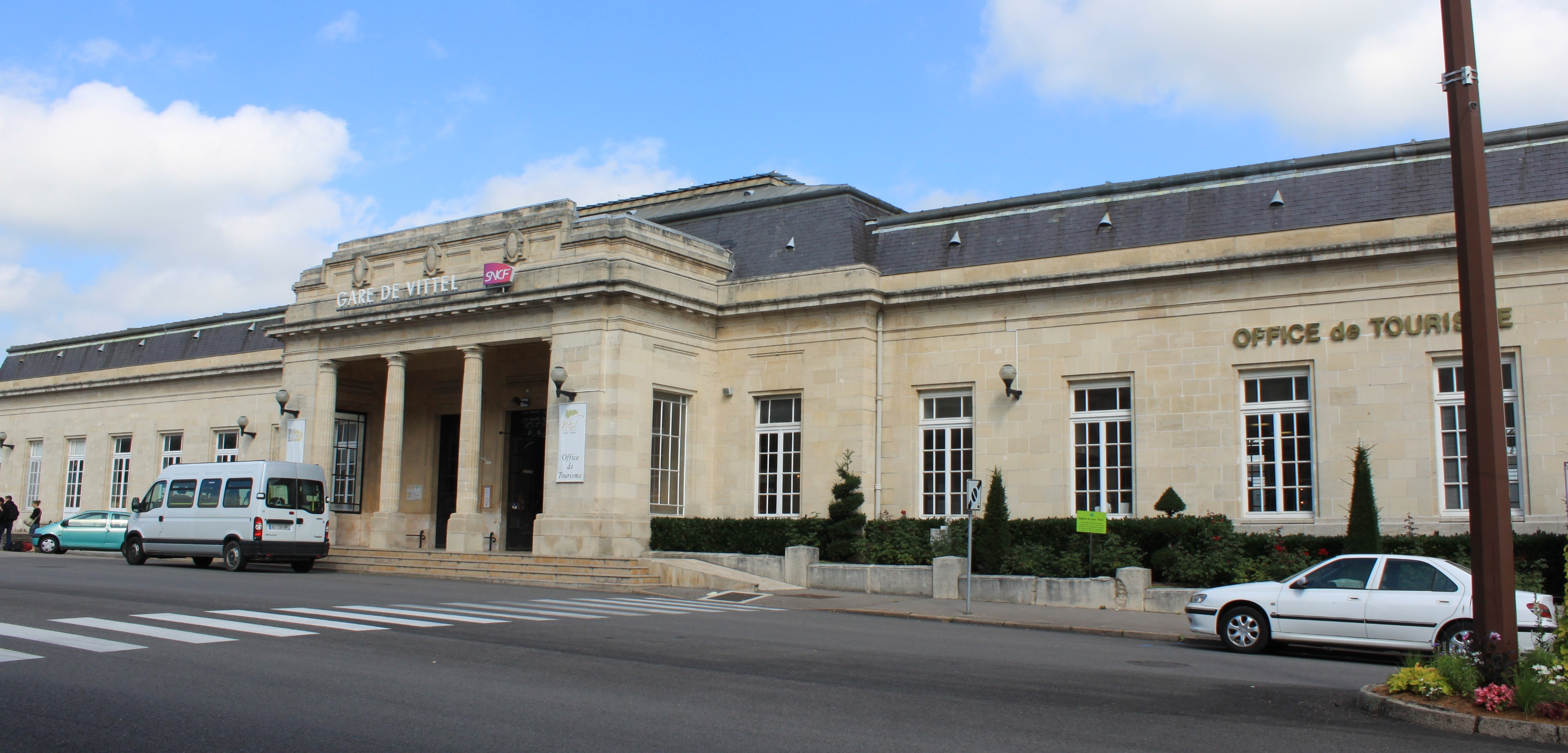
Gare de Vittel.

- Fluo Grand Est.

#### Lignes SNCF
- Gare de Vittel
- Gare de Contrexéville

## Toponymie
Le nom de la localité est attesté sous les formes Domevre (1254) ; Domeyvre desoubz Monffort (1262) ; Domewre selonc Remoncort (XIIIe siècle) ; De Dompno Apro prope Remoncuriam (1402) ; Dommeivre (1491) ; Domevre (1594) ; Domesvre (1656).

Domèvre est un Hagiotoponyme caché issu du bas latin domnus et du nom du saint Aper.

Cet hagiotoponyme caché, qui fait d'un saint le maître et le protecteur d'un lieu et de ses habitants, est fréquent au Haut Moyen Âge. Saint Èvre (Aper), septième évêque de Toul, était particulièrement vénéré dans ce diocèse de Toul (on y compte une cinquantaine d'églises qui lui sont dédiées).
La seconde partie du nom fait référence au château fortifié qui s'élevait sur la « crête, colline ou butte du Mont fort (Montfort) » qui culmine à 461 métres.
Il s’agit d’une situation particulière où cinq communes ont reçu le nom d'une colline assez élevée, localement appelée le « mont fort » : Girovillers-sous-Montfort, La Neuveville-sous-Montfort, They-sous-Montfort, Parey-sous-Montfort, et Domèvre-sous-Montfort.

## Histoire
En 1777, Dominique Grandgeorge, riche laboureur amodiateur originaire de Racécourt, épouse Jeanne Martin, fille de Joseph Martin amodiateur de Domèvre. C'est lui qui fit restaurer totalement le village, et contribua avec son épouse à l'édification de l'église, terminée en 1839.
Un médaillon ovale gravé dans la pierre, à gauche de l’entrée de la nef de l’église de Domèvre-sous-Montfort, indique : 
« à la postérité, pour les dons faits à l’église par Jeanne Martin, épouse de Dominique Grandgeorge, la fabrique, et, à défaut, la commune, s’oblige à faire chanter une messe haute le jour de leur fête – 1840. »
Dominique Grandgeorge fut le premier maire de Domèvre en 1793. Il mourut en 1819. Son fils Nicolas lui succéda, puis ses petits-fils Étienne et Laurent. Ce dernier fit construire le château actuel.

## Politique et administration
| Période                                  | Période    | Identité              | Étiquette | Qualité                                          |
| ---------------------------------------- | ---------- | --------------------- | --------- | ------------------------------------------------ |
| Les données manquantes sont à compléter. |            |                       |           |                                                  |
| 1790                                     | 1819       | Dominique Grandgeorge |           | Propriétaire                                     |
|                                          |            | Nicolas Grandgeorge   |           | Propriétaire, percepteur à vie des contributions |
| 1835                                     | 1850       | Étienne Grandgeorge   |           | Propriétaire, négociant en bois                  |
|                                          |            | Laurent Grandgeorge   |           | Propriétaire, percepteur à vie des contributions |
| 1871                                     |            | Paul Grandgeorge      |           | Propriétaire, cultivateur                        |
| 1983                                     | mars 2001  | Michel Collin         |           | Agriculteur                                      |
| mars 2001                                | avril 2014 | Bernard Holl          |           |                                                  |
| avril 2014                               | En cours   | Dominique Collin      |           | Agriculteur                                      |

### Budget et fiscalité 2022
En 2022, le budget de la commune était constitué ainsi :
- total des produits de fonctionnement : 85 000 €, soit 1 521 € par habitant ;
- total des charges de fonctionnement : 48 000 €, soit 863 € par habitant ;
- total des ressources d'investissement : 21 000 €, soit 381 € par habitant ;
- total des emplois d'investissement : 18 000 €, soit 324 € par habitant ;
- endettement : 16 000 €, soit 281 € par habitant.

Avec les taux de fiscalité suivants :
- taxe d'habitation : 19,98 % ;
- taxe foncière sur les propriétés bâties : 36,87 % ;
- taxe foncière sur les propriétés non bâties : 19,17 % ;
- taxe additionnelle à la taxe foncière sur les propriétés non bâties : 38,75 % ;
- cotisation foncière des entreprises : 18,69 %.

Chiffres clés Revenus et pauvreté des ménages en 2021 : médiane en 2021 du revenu disponible, par unité de consommation.

## Population et société

### Démographie

#### Évolution démographique
L'évolution du nombre d'habitants est connue à travers les recensements de la population effectués dans la commune depuis 1793. Pour les communes de moins de 10 000 habitants, une enquête de recensement portant sur toute la population est réalisée tous les cinq ans, les populations de référence des années intermédiaires étant quant à elles estimées par interpolation ou extrapolation. Pour la commune, le premier recensement exhaustif entrant dans le cadre du nouveau dispositif a été réalisé en 2004.

En 2022, la commune comptait 61 habitants, en évolution de +5,17 % par rapport à 2016 (Vosges : −2,96 %, France hors Mayotte : +2,11 %).
| 1793 | 1800 | 1806 | 1821 | 1831 | 1836 | 1841 | 1846 | 1856 |
| ---- | ---- | ---- | ---- | ---- | ---- | ---- | ---- | ---- |
| 149  | 137  | 161  | 159  | 175  | 183  | 197  | 213  | 215  |

| 1861 | 1866 | 1876 | 1881 | 1886 | 1891 | 1896 | 1901 | 1906 |
| ---- | ---- | ---- | ---- | ---- | ---- | ---- | ---- | ---- |
| 185  | 171  | 175  | 156  | 153  | 136  | 137  | 129  | 117  |

| 1911 | 1921 | 1926 | 1931 | 1936 | 1946 | 1954 | 1962 | 1968 |
| ---- | ---- | ---- | ---- | ---- | ---- | ---- | ---- | ---- |
| 104  | 86   | 89   | 84   | 72   | 66   | 90   | 66   | 72   |

| 1975 | 1982 | 1990 | 1999 | 2004 | 2006 | 2009 | 2014 | 2019 |
| ---- | ---- | ---- | ---- | ---- | ---- | ---- | ---- | ---- |
| 64   | 62   | 55   | 55   | 56   | 55   | 63   | 58   | 56   |

| 2022 | - | - | - | - | - | - | - | - |
| ---- | - | - | - | - | - | - | - | - |
| 61   | - | - | - | - | - | - | - | - |

### Enseignement
Établissements d'enseignements :
- Écoles maternelles et primaires à Remoncourt, Mattaincourt, Hymont, Baudricourt, Mirecourt.
- Collèges à Mirecourt, Dompaire, Vittel, Mandres-sur-Vair, Contrexéville.
- Lycées à Mirecourt, Mandres-sur-Vair, Contrexéville, Harol.

### Santé
Professionnels et établissements de santé :
- Médecins à Remoncourt, Mattaincourt, Mirecourt, Vittel.
- Pharmacies à Remoncourt, Mattaincourt, Mirecourt, Vittel.
- Hôpitaux Mattaincourt, Mirecourt, Vittel.

### Cultes
- Culte catholique, Paroisse Saint-Basle-de-la-Plaine[31], Diocèse de Saint-Dié.

## Économie

### Entreprises et commerces

#### Agriculture
- Élevage de vaches laitières.
- Élevage de chevaux et d'autres équidés.

#### Tourisme
- Hébergements et restauration à Rouvres-en-Aintoix, Mirecourt, Dombasle-devant-Darney, Contrexéville.

#### Commerces et services
- Commerces et services de proximité.
- École de maréchalerie[32].

## Culture locale et patrimoine

### Lieux et monuments
- Église Saint-Epvre[33].

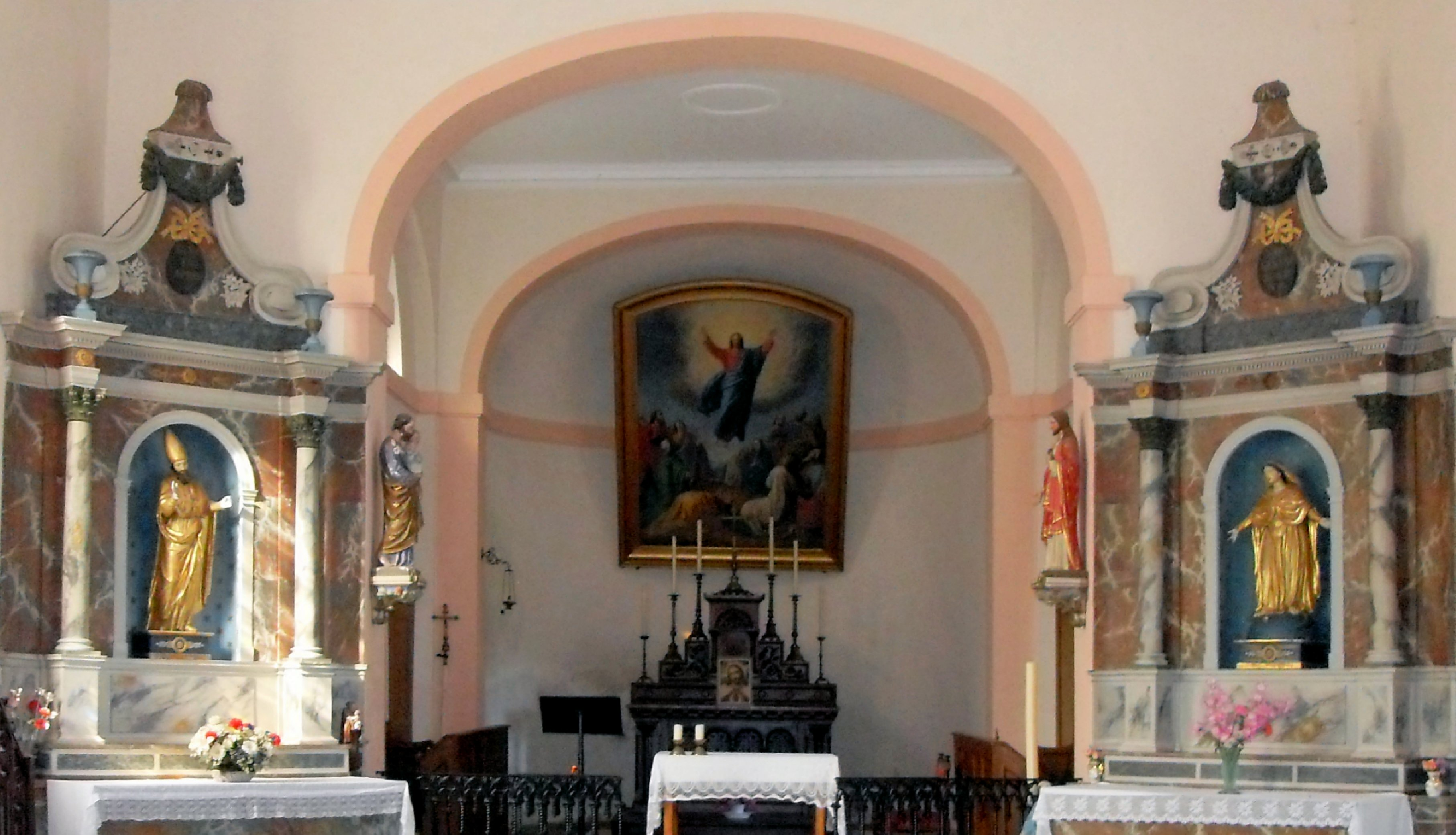
L'intérieur de l'église Saint-Epvre.

- Monument aux morts dans le cimetière[34].
- Patrimoine architectural rural recensé par le service de l'Inventaire général du patrimoine culturel[35].

Statue de saint Sébastien.
Façade antérieure, vue de détail du relief dans la niche au-dessus de la porte charretière

## Pour approfondir